# Ністрія
Ністрія (рум. Nistria) — село у повіті Нямц в Румунії. Входить до складу комуни Богіча.
Село розташоване на відстані 305 км на північ від Бухареста, 61 км на схід від П'ятра-Нямца, 34 км на захід від Ясс.

## Населення
За даними перепису населення 2002 року у селі проживали 312 осіб, усі — румуни. Усі жителі села рідною мовою назвали румунську.